# Trichomonadea
Die Trichomonadea (altgr. thrix ‚Haar‘, monas ‚Einheit‘) sind eine Klasse der Parabasalia.
Es handelt sich um ovale Einzeller mit einem Zellkern und einem Flagellum-Komplex (Mastigont). Kammartige Strukturen und infrakinetosomale Körper fehlen. Die meisten Vertreter besitzen eine lamellenartige undulierende Membran.
Die Trichomonadea werden in zwei monophyletische Ordnungen untergliedert:
- Trichomonadida und
- Honigbergiellida